# Rogers Cup 2011

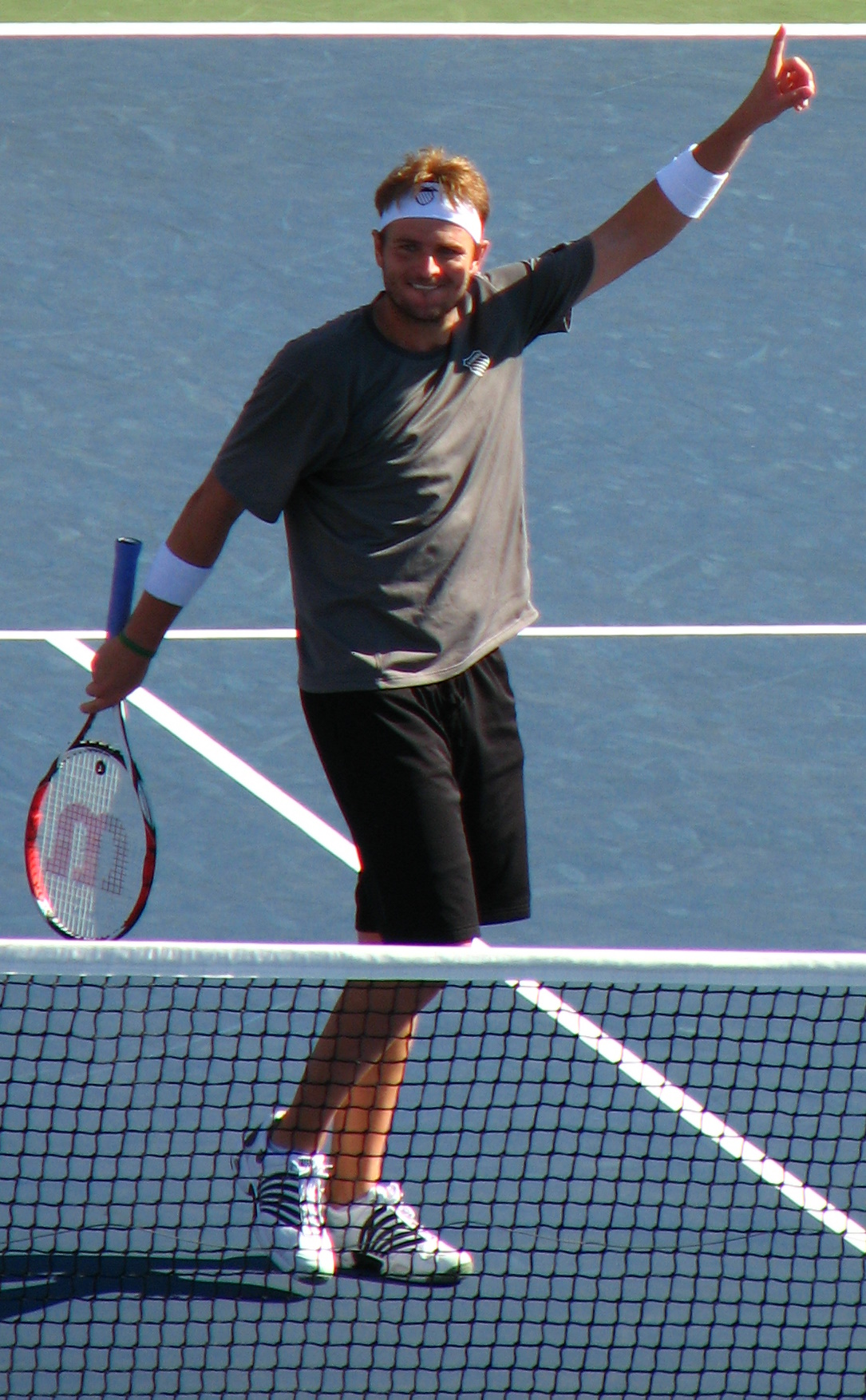
Финалист соревнований одиночного турнира у мужчин — американец Марди Фиш

Rogers Cup 2011 — ежегодный профессиональный теннисный турнир в серии Мастерс для мужчин и Премьер 5 для женщин. Соревнование традиционно проводится на открытых хардовых кортах. Мужской турнир в этом году проводился в Монреале, а женский — в Торонто. Соревнования прошли с 8 по 14 августа.
Прошлогодние победители:
- мужской одиночный разряд —  Энди Маррей
- женский одиночный разряд —  Каролина Возняцки
- мужской парный разряд —  Боб Брайан /  Майк Брайан
- женский парный разряд —  Хисела Дулко /  Флавия Пеннетта

## US Open Series

### Мужчины
К четвёртой соревновательной неделе борьба за бонусные призовые выглядела следующим образом:
| Место | Игрок          | Турниров 1 | Побед | Очков |
| ----- | -------------- | ---------- | ----- | ----- |
| 1     | Марди Фиш      | 2          | 1     | 115   |
| 2     | Джон Изнер     | 2          | —     | 70    |
| 3     | Райан Харрисон | 2          | —     | 50    |
| 4-5   | Кевин Андерсон | 2          | —     | 30    |
| 4-5   | Лу Яньсюнь     | 2          | —     | 30    |
| 6-7   | Эрнест Гулбис  | 1          | 1     | 70    |
| 6-7   | Радек Штепанек | 1          | 1     | 70    |
| 8     | Гаэль Монфис   | 1          | —     | 45    |

* — Золотым цветом выделены участники турнира.

### Женщины
К третьей соревновательной неделе борьба за бонусные призовые выглядела следующим образом:
| Место | Игрок               | Турниров 1 | Побед | Очков |
| ----- | ------------------- | ---------- | ----- | ----- |
| 1     | Агнешка Радваньская | 2          | 1     | 85    |
| 2     | Сабина Лисицки      | 2          | —     | 40    |
| 3     | Серена Уильямс      | 1          | 1     | 70    |
| 4-5   | Марион Бартоли      | 1          | —     | 45    |
| 4-5   | Вера Звонарёва      | 1          | —     | 45    |
| 6-8   | Доминика Цибулкова  | 1          | —     | 25    |
| 6-8   | Ана Иванович        | 1          | —     | 25    |
| 6-8   | Андреа Петкович     | 1          | —     | 25    |

* — Золотым цветом выделены участники турнира.
1 — Количество турниров серии, в которых данный участник достиг четвертьфинала и выше (Premier) или 1/8 финала и выше (Premier 5 и Premier Mandatory)

## Соревнования

### Мужчины одиночки
Новак Джокович обыграл  Марди Фиша со счётом 6-2, 3-6, 6-4
- Джокович выигрывает 9-й титул в году и 27-й за карьеру. На этом турнире он побеждает второй раз. Первая победа в 2007 году. Джокович выигрывает 53-й из 54-х матчей в сезоне.
- Фиш выходит в 3-й финал в году и 14-й за карьеру.

### Женщины одиночки
Серена Уильямс обыграла  Саманту Стосур со счётом 6-4, 6-2.
- Серена Уильямс выигрывает 2-й титул в году и 39й за карьеру. На этом турнире он побеждает второй раз. Первая победа в 2001 году.
- Стосур выходит в 3-й финал в году и 12-й за карьеру.

### Мужчины пары
Ненад Зимонич /  Микаэль Льодра обыграли  Боба Брайана /  Майка Брайана со счётом 6-4, 6-7(5), [10-5]
- Зимонич выигрывает 2-й парный титул на соревнованиях ассоциации в году и 41-й за карьеру. На этом турнире в парах он побеждает второй раз. Первый в 2008 году.
- Льодра выигрывает 2-й парный титул на соревнованиях ассоциации в году и 20-й за карьеру.

### Женщины пары
Лиза Реймонд /  Лизель Хубер обыграли  Викторию Азаренко /  Марию Кириленко на отказе.
- Реймонд выигрывает первый парный титул на соревнованиях ассоциации в году и 71-й за карьеру.
- Хубер выигрывает 2-й парный титул на соревнованиях ассоциации в году и 44-й за карьеру. На этом турнире в парах она побеждает второй раз. Первый в 2008 году.